# サムティ
サムティ株式会社は、大阪府大阪市淀川区と東京都千代田区に本社を置く総合不動産会社である 。
本項では持株会社であるサムティホールディングス株式会社についても記述する。

## 概要
賃貸マンション等の企画開発、既存不動産の仕入・再生・売却、およびREIT等の運用を行う「不動産事業」、マンション・オフィスビル等の保有・賃貸を行う「不動産賃貸事業」、ホテル運営等を行う、「その他の事業」を行っている。
事業エリアは国内全域で、全国8拠点の主要都市に支店を展開し、地方主要都市圏への戦略的投資を実施している。また、2021年からは海外事業としてベトナム国ハノイ市のスマートシティ開発にも着手している。

## 沿革
- 1982年 - 大阪市東淀川区東中島一丁目においてサムティ開発株式会社を設立
- 1999年 - 一級建築士事務所として、大阪府知事登録
- 2002年 - 不動産流動化事業を開始し近畿財務局受付第1号となる不動産証券化を実施
- 2005年
  - 不動産ファンド向け賃貸マンション「S‐RESIDENCE」シリーズの開始
  - 現社名に変更
- 2006年 - ホテル運営会社の株式会社サン・トーアを子会社化
- 2007年 - 大阪証券取引所ヘラクレス（現 東京証券取引所 JASDAQ（スタンダード））に上場
- 2011年 - 東京都中央区に東京支店を開設
- 2012年 - 福岡市博多区に福岡支店を開設
- 2014年 - 東京都千代田区に東京支店及びサムティアセットマネジメント株式会社の本社を移転
- 2015年
  - 札幌市中央区に札幌支店を開設
  - 連結子会社が資産運用を受託するサムティ・レジデンシャル投資法人が東京証券取引所不動産投資信託証券市場へ上場
  - 東京証券取引所市場第一部に市場変更
- 2016年 - 名古屋市中村区に名古屋支店を開設
- 2019年
  - 小川靖展が代表取締役社長に就任
  - 東京を本社とし、大阪と東京の2本社制に移行
  - シンガポール現地法人「SAMTY ASIA INVESTMENTS PTE.LTD.」を設立
  - 株式会社大和証券グループ本社と資本業務提携契約を締結
  - 広島市中区に広島支店を開設
- 2020年
  - ベトナム最大手の不動産デベロッパーである「VINHOMES JOINT STOCK COMPANY」と、ハノイ市において共同して分譲住宅事業を開始
  - 子会社のサン・トーアがサムティホテルマネジメント株式会社へ社名変更
- 2023年
  - 硬式野球部の創設を発表。元オリックスの小川博文を初代監督に迎え、活動拠点はNESTA RESORT KOBEとし、施設内にクラブハウスと室内練習場を設置する[6][7][8]。硬式野球部は「サムティ硬式野球部」として2025年2月より始動、社会人野球の各種大会への出場を目指す[9]
- 2024年
  - 5月30日に東京証券取引所プライム市場上場廃止。6月3日に設立したサムティホールディングス株式会社がサムティ株式会社に代わって東京証券取引所プライム市場に上場[1][10]
  - 10月11日、シンガポールや中国を拠点とする投資ファンド、ヒルハウス・インベストメント・マネジメントが約1100億円で同社を買収すると発表した。サムティ側はTOBについて賛同を示した[11]。11月26日にSong Bidco合同会社によるTOBが成立[12]
- 2025年
  - 1月30日に東京証券取引所プライム市場上場廃止。2月3日に株式併合を実施し、株主がSong Bidco合同会社と大和証券グループのみとなる予定[4]

## CM出演者・提供番組
CM出演者
- 柴犬まる
- イモトアヤコ（2022年1月 - ・声の出演）[13]
- 山本由伸(2024年11月25日-)

提供番組
- テレビ
  - モーサテ（テレビ東京系列）
  - BSフジLIVE プライムニュース（BSフジ）
- ラジオ
  - Veryカープ! RCCカープナイター・水曜日（RCCラジオ）
  - オールナイトニッポン（ニッポン放送・NRN系列）
    - 乃木坂46のオールナイトニッポン
    - 霜降り明星のオールナイトニッポン
    - オードリーのオールナイトニッポン

## 関連会社
- サムティアセットマネジメント株式会社 – 投資運用業務、不動産投資顧問業
- サムティプロパティマネジメント株式会社 – プロパティマネジメント業務、ビルメンテナンス、建設業
- サムティホテルマネジメント株式会社 - ホテル事業の企画・運営管理等
- SAMTY ASIA INVESTMENTS PTE.LTD. – 海外投資、投資管理、ファイナンス、M&A、子会社管理等